# Monterrey Open 2015
Monterrey Open 2015 byl tenisový turnaj pořádaný jako součást ženského okruhu WTA Tour, který se hrál v areálu tenisového oddílu Sierra Madre Tennis Club na otevřených dvorcích s tvrdým povrchem. Konal se mezi 28. únorem až 8. březnem 2015 v mexickém městě Monterrey jako 7. ročník turnaje.
Turnaj s rozpočtem 500 000 dolarů patřil do kategorie WTA International Tournaments. Nejvýše nasazenou hráčkou ve dvouhře byla světová šestka a obhájkyně titulu Ana Ivanovićová ze Srbska. Turnaj vyhrála Švýcarka Timea Bacsinszká a deblovou soutěž
ovládl kanadsko-polský pár Gabriela Dabrowská a Alicja Rosolská.

## Rozdělení bodů a finančních odměn

### Distribuce bodů
| Soutěž  | vítězky | finalistky | semifinalistky | čtvrtfinalistky | 16 v kole | 32 v kole | Q  | Q3 | Q2 | Q1 |
| ------- | ------- | ---------- | -------------- | --------------- | --------- | --------- | -- | -- | -- | -- |
| dvouhra | 280     | 180        | 110            | 60              | 30        | 1         | 18 | 14 | 10 | 1  |
| čtyřhra | 280     | 180        | 110            | 60              | 1         | —         | —  | —  | —  | —  |

### Finanční odměny
| Soutěž                                | vítězky  | finalistky | semifinalistky | čtvrtfinalistky | 16 v kole | 32 v kole | Q3     | Q2     | Q1 |
| ------------------------------------- | -------- | ---------- | -------------- | --------------- | --------- | --------- | ------ | ------ | -- |
| dvouhra                               | $111 163 | $55 323    | $29 730        | $8 934          | $4 928    | $3 199    | $1 852 | $1 081 | —  |
| čtyřhra                               | $17 724  | $9 222     | $4 951         | $2 623          | $1 383    | —         | —      | —      | —  |
| částky ve čtyřhře jsou uváděny na pár |          |            |                |                 |           |           |        |        |    |

## Ženská dvouhra

### Nasazení
| Stát                          | Hráčka                     | WTA | Nasazení |
| ----------------------------- | -------------------------- | --- | -------- |
| Srbsko                        | Ana Ivanovićová            | 6.  | 1.       |
| Itálie                        | Sara Erraniová             | 12. | 2.       |
| Francie                       | Caroline Garciaová         | 30. | 3.       |
| Švýcarsko                     | Timea Bacsinszká           | 37. | 4.       |
| Rusko                         | Anastasija Pavljučenkovová | 40. | 5.       |
| USA                           | Alison Riskeová            | 43. | 6.       |
| Slovensko                     | Daniela Hantuchová         | 45. | 7.       |
| Slovensko                     | Magdaléna Rybáriková       | 50. | 8.       |
| Žebříček WTA k 23. únoru 2015 |                            |     |          |

### Jiné formy účasti
Následující hráčky obdržely divokou kartu do hlavní soutěže:
- Jovana Jakšićová
- Ana Sofía Sánchezová
- Francesca Schiavoneová

Následující hráčky postoupily z kvalifikace:
- Urszula Radwańská
- Bethanie Matteková-Sandsová
- Nicole Vaidišová
- Tímea Babosová

### Odhlášení
před zahájením turnaje
- Eugenie Bouchardová → nahradila ji Aleksandra Krunićová
- Irina-Camelia Beguová (poranění žebra) → nahradila ji Sílvia Solerová Espinosová
- Jana Čepelová → nahradila ji Ajla Tomljanovićová
- Jelena Jankovićová → nahradila ji Shelby Rogersová
- Mirjana Lučićová Baroniová → nahradila ji Yanina Wickmayerová
- Christina McHaleová → nahradila ji Johanna Larssonová
- Monica Niculescuová → nahradila ji Kiki Bertensová
- Sloane Stephensová → nahradila ji Lesja Curenková
- Coco Vandewegheová (poranění ramena) → nahradila ji Tereza Smitková
- Roberta Vinciová → nahradila ji Kristina Mladenovicová
- Čang Šuaj → nahradila ji Anna Karolína Schmiedlová

### Skrečování
- Magdaléna Rybáriková

## Ženská čtyřhra

### Nasazení
| Stát                                                                      | Hráčka                | Stát      | Hráčka                 | WTA  | Nasazení |
| ------------------------------------------------------------------------- | --------------------- | --------- | ---------------------- | ---- | -------- |
| Maďarsko                                                                  | Tímea Babosová        | Francie   | Kristina Mladenovicová | 28.  | 1.       |
| Česko                                                                     | Andrea Hlaváčková     | Česko     | Lucie Hradecká         | 47.  | 2.       |
| Austrálie                                                                 | Anastasia Rodionovová | Austrálie | Arina Rodionovová      | 75.  | 3.       |
| Kanada                                                                    | Gabriela Dabrowská    | Polsko    | Alicja Rosolská        | 114. | 4.       |
| Žebříček WTA k 23. únoru 2015; číslo je součtem umístění obou členek páru |                       |           |                        |      |          |

### Jiné formy účasti
Následující páry obdržely divokou kartu do hlavní soutěže:
- Bethanie Matteková-Sandsová /  Mónica Puigová
- Victoria Rodríguezová /  Marcela Zacaríasová

### Skrečování
- Tímea Babosová (poranění zad)

## Přehled finále

### Ženská dvouhra
- Timea Bacsinszká vs.  Caroline Garciaová, 4–6, 6–2, 6–4

### Ženská čtyřhra
- Gabriela Dabrowská /  Alicja Rosolská vs.  Anastasia Rodionovová /  Arina Rodionovová, 6–3, 2–6, [10–3]